# Institut de football Ehouman Richard
Maillots
L'Institut de Football Ehouman Richard est un club ivoirien de football basé à M'Batto.